# Radmila Petrović
Radmila Petrović (* 19. April 1988 in Nikšić, Jugoslawien; geborene Radmila Miljanić) ist eine ehemalige montenegrinische Handballspielerin.

## Karriere
Petrović begann mit elf Jahren das Handballspielen beim ŽRK Nikšić. Mit 17 Jahren zog es die Linkshänderin in die montenegrinische Hauptstadt Podgorica, wo sie sich ŽRK Budućnost Podgorica anschloss. In der Saison 2008/09 schaffte Petrović den Sprung in den Erstligakader von Budućnost, mit dem sie 2009, 2010, 2011, 2012, 2013, 2014, 2015 und 2016 jeweils die Meisterschaft und den Pokal gewann. International konnte die Außenspielerin mit Budućnost 2010 den Europapokal der Pokalsieger sowie 2012 und 2015 die EHF Champions League gewinnen.
Petrović gehörte dem Kader der montenegrinischen Nationalmannschaft an. Mit Montenegro nahm sie an der Weltmeisterschaft 2011 teil. Im Sommer 2012 nahm Petrović mit Montenegro an den Olympischen Spielen in London teil, wo sie die Silbermedaille gewann. Im Dezember 2012 gewann sie mit Montenegro den EM-Titel. Weiterhin nahm sie an den Olympischen Spielen 2016 in Rio de Janeiro teil. Nach den Olympischen Spielen in Rio de Janeiro beendete sie ihre Karriere.
Petrović war zwischen März 2018 und September 2023 als Präsidentin von ŽRK Budućnost Podgorica tätig. In der Saison 2020/21 half sie nochmals als Spielerin bei ŽRK Budućnost Podgorica aus. Mit Budućnost gewann sie 2021 sowohl die montenegrinische Meisterschaft als auch den montenegrinischen Pokal. Seit Mai 2021 ist sie Mitglied des Komitees für Frauenhandball der Europäischen Handballföderation.

## Privates
Seit Juli 2013 ist sie mit Vanja Petrović verheiratet. Im Oktober 2017 brachte sie einen Sohn zur Welt.